# Paectes elegans
Paectes elegans is een vlinder uit de familie van de Euteliidae. De wetenschappelijke naam van de soort is voor het eerst geldig gepubliceerd in 1890 door Möschler.